# John Murray, 4. jarl af Dunmore
John Murray, 4. jarl af Dunmore (1730 – 25. februar 1809) var britisk guvernør i provinsen New York fra 1770 til 1771 og kolonien Virginia fra 25. september 1771, til han drog til New York på nytårsaften 1776. Under sin tid som Virginias guvernør førte han en række felttog mod indianerne, kendt som Lord Dunmores krig. Shawneerne var hovedmålet for disse angreb, og hans formål var at styrke Virginias krav i vest, særligt i Ohio Country. Men nogle har anklaget ham for at konspirere med shawneerne og at arrangere krigen for at udmatte Virginias milits og hjælpe til med at styrke loyalisternes sag, hvis der skulle opstå et oprør i kolonien.
Fra 1774 af var Dunmore stadigt i konflikt med forsamlingen i Virginia. Han forlod Williamsburg 8. juni 1775 og trak sig tilbage til sin jagthytte, Porto Bello, og måtte søge tilflugt på det britiske krigsskib "Fowey" i York River, da den amerikanske uafhængighedskrig begyndte. Da han indså, at han ikke kunne tage kontrollen tilbage i Virginia, vendte han tilbage til Storbritannien i juli 1776.
Han er kendt for sin proklamation den 7. november 1775, hvor han tilbød slaver, som sluttede sig til hans armé, frihed. Dette var den første massefrigørelse af slaver i Nordamerika. Han organiserede disse sorte loyalister i et såkaldt etiopisk regiment. Men efter slaget ved Kemps Landing blev Dunmore for selvsikker. Han blev narret af en dobbeltagent og led nederlag til sine modstandere i slaget ved Great Bridge den 9. december 1775. Efter dette nederlag gik han med sin hær om bord på britiske skibe og trak sig tilbage til New York.

## Eksternt link
- Lord Dunmores proklamation Arkiveret 10. september 2006 hos  Wayback Machine